# 2018年西爪哇地震
2018年西爪哇地震是指2018年1月23日发生于印度尼西亚西爪哇省的强烈地震。该次地震震中位于南纬7.092度、东经105.963度，震级为MW 5.9级、Ms 5.8级，震源深度为48.2千米，最大烈度为5(V)度。本次地震已被美国地质调查局列入2018年显著地震列表。

## 发震背景
由于处于印度洋板块和欧亚板块动力碰撞的影响区，印度尼西亚被广泛地认为是地震多发的国家。印度洋板块以约50至70mm/yr的速度向东北方向运动，与欧亚板块碰撞汇聚于班达弧，形成了巽他—爪哇海沟，并在爪哇和苏门答腊陆块之间形成了绵延3000千米的断裂带和活火山群。
本次地震震中接近爪哇岛南部海域的构造边界，历史上该地区地震活动频繁。除本次地震外，历史上该地区附近曾还发生过1943年中爪哇地震、1994年爪哇地震和2004年印度洋大地震等多次灾害性地震。其中，2004年12月发生在印度洋东部的MS 8.7级大地震是这一海域有观测纪录以来发生的规模最大的地震，也是有史以来震级最高的地震之一。有地震学家指出，印度洋东部洋域本身具备的海洋深度、断层上下错动的特征十分有利于巨大海啸的发生，因而该地域具有很高的地震与海啸危险性。

## 机构反应
印度尼西亚气象、气候和地球物理局测定，本次地震规模为6.4级，震源深度约为10千米。美国地质调查局最初测定的本次地震的震级为MW 6.0级，随后在正式报告中将其修订为MW 5.9级。同时，美国地质调查局还测定出本次地震的震中位于南纬7.092度、东经105.963度，体波震级和面波震级分别为5.9级和5.6级，震源深度为48.2千米，最大烈度为5(V)度。由于本次地震的规模未达到中国地震台网关于海外地震震级需大于等于6.0级才报至台网首页的准则，故仅在国家地震科学数据共享中心的统一地震目录页中自动记入了相关的参数。中国地震台网测定的震级为Ms 5.8级。

## 震害情况
受2018年西爪哇地震影响，除震中距最小的西爪哇省有强烈震感外，印度尼西亚首都雅加达和万丹省、楠榜省、中爪哇省等地均有不同程度震感的反馈。由于地震发生时正值当地中午，当时在室内办公的职员纷纷跑到屋外避难。受地震影响，西爪哇省共有2人遇难和41人受伤。除此之外，西爪哇省共有6429座建筑不同程度地受损。